# Amblypodia elfeta
Amblypodia elfeta är en fjärilsart som beskrevs av William Chapman Hewitson 1869. Amblypodia elfeta ingår i släktet Amblypodia och familjen juvelvingar. Inga underarter finns listade i Catalogue of Life.